# Otto von Thienen
Otto von Thienen (* 1514; † 10. März 1582 im Kloster Itzehoe), Ritter, Kriegsrat, Herr von Kühren und Ellgaard, war Amtmann zu Tondern und Verbitter zu Itzehoe aus dem Geschlecht der Thienen.
Er kämpfte in einigen Schlachten des Feldzuges, der als letzte Fehde bekannt geworden ist, gegen die Dithmarscher.

## Familie
Otto von Thienen wurde 1514 als Sohn des Klaus von Thienen zu Wahlstorf und Kühren und der Dorothea zu Rantzau
aus dem Haus Wittenberg geboren. Er war mit Bertha von Pogwisch aus dem Haus Fresenburg vermählt, sie gelten als die Begründer der älteren Wahlstorfer Linie des Geschlechts von Thienen. Sie hatten drei Söhne Heinrich von Thienen, Hans von Thienen zu Wahlstorf,  Klein-Grünholz und Nehmten und Detlev von Thienen.

## Leben
Von 1554 bis 1560 war Thienen Amtmann zu Tondern, gerade zu dieser Zeit kam es zu einigen Unruhen und Schlachten, da dies die letzten Jahre der Unabhängigkeit Dithmarschens waren. Am 17. März 1559 erhielt Thienen den Befehl des Herzogs Johann II., die Burg Tondern in Verteidigungszustand zu setzen.
Am 28. April 1559 wurde Thienen zum Kriegsrat erhoben. In einem offenen Mandat vom 19. Mai 1559 befahl Herzog Johann II. den Nordfriesen, 300 Mann, den Bewohnern der Karharde, der Harde Mariager und Horsbüllharde 250 Mann zum Krieg gegen Dithmarschen zu stellen und den Anordnungen des Amtmanns Otto von Thienen unbedingt Folge zu leisten. Am 4. Juni meldete dieser dem Herzog aus Süderstapel, er sei von Eiderstedt nach Stapelholm gezogen, wo sich die ihm unterstellten Wehrleute mit dem Hattstedter Fähnlein vereinigt hätten.
Bei der Tiler Schanze kam es zum Gefecht, bei dem auf seiner Seite etwa 600 Mann gestanden haben. Nachdem sie die Schanze eingenommen hatten, war gegen seinen ausdrücklichen Befehl eine Abteilung zu weit vorgegangen und von den Dithmarschern erstochen oder in die Eider getrieben worden, in der sie ertranken. In diesem letzten Sieg der Dithmarscher fielen auf holsteinischer Seite 400 Mann, 62 hiervon waren aus Thienens 600 Wehrmännern. Dieses Gefecht fand wenige Tage vor der entscheidenden Schlacht bei Meldorf statt, wo die Waffenmacht der Bauernrepublik zerschlagen wurde.
Seit 1565 war Otto von Thienen Eigentümer von Elgaard im Flensburger Amt, zur selben Zeit wurde er Verbitter des Klosters Itzehoe, wo er wohnte und am 10. März 1582 im Alter von 68 Jahren starb.